# San Giorgio di Pesaro
San Giorgio di Pesaro es una localidad italiana de la provincia de Pesaro y Urbino, región de las Marcas, con 1437 habitantes. Hasta 2017 tuvo el estatus de municipio, pero desde ese año integra junto a Barchi, Orciano di Pesaro y Piagge, la comune de Terre Roveresche.

## Evolución demográfica
| Gráfica de evolución demográfica de San Giorgio di Pesaro entre 1861 y 2001 |
|                                                                             |
| Fuente ISTAT - elaboración gráfica de Wikipedia                             |